# فایفر جورج
فایفر جورج (انگلیسی: Pfeiffer Georgi؛ زادهٔ ۲۷ سپتامبر ۲۰۰۰) دوچرخه‌سوار اهل بریتانیا است.
وی در مسابقات کشوری و بین‌المللی در مجموع برندهٔ ۲ مدال نقره شده‌است.